# Sätbajev (stad)
Sätbajev (Kazachs: Сәтбаев Қ.Ә., Sätbaev Q.Ä.), tot 1990 Nikolsk, is een Kazachse - met district gelijkgestelde - stad in de oblast Karagdana.
De stad is genoemd naar Qanysj Sätbajev, een van de grondleggers van de Russische metallogenie, die de eerste voorzitter van de Kazachse Academie van Wetenschappen werd. De stad telt ongeveer 70.000 inwoners, waarvan 61 % Kazachen en 23 % Russen.